# False Memory Syndrome Foundation
Die False Memory Syndrome Foundation war von 1992 bis 2019 eine Interessengemeinschaft von Personen, die angaben, fälschlicherweise des sexuellen Missbrauchs beschuldigt zu werden. Der Hauptsitz war in Philadelphia.
Die Stiftung wurde 1992 von der promovierten Erziehungswissenschaftlerin Pamela Freyd und dem Mathematiker Peter Freyd ins Leben gerufen. Peter Freyd war zuvor von seiner Tochter, der Psychologin Jennifer Freyd, beschuldigt worden, sie während ihrer Kindheit sexuell missbraucht zu haben. Während einer Therapie, die sie aus anderen Gründen begonnen hatte, habe sie die Erinnerungen daran wiedererlangt.
Zum 31. Dezember 2019 wurde die Auflösung der Foundation bekannt gegeben. In Deutschland hat sich 2012 „False Memory Deutschland e. V. (FMD) - Arbeitsgemeinschaft Falsche Missbrauchserinnerung“ gegründet, die sich laut eigenen Angaben für „Information der Öffentlichkeit über falsche Erinnerungen an sexuellen Missbrauch“ sowie „Hilfe und Unterstützung für alle, die von falschen Erinnerungen an sexuellen Missbrauch betroffen sind“ einsetzt, zudem unterstützt FMD laut eigener Aussage „Alle Maßnahmen gegen sexuellen Missbrauch und schützt in keinem Falle Straftäter“.

## Beschreibung der Standpunkte der Foundation
Die FMSF prägte das Schlagwort „False memory syndrome“, das aber kein anerkanntes Syndrom darstellt.
Die Stiftung beschrieb damit ein Phänomen, das infolge falscher Erinnerungen auftrete. Ihrer Meinung nach wurde dieses Phänomen häufig durch eine Psychotherapie verursacht. Allerdings gibt es bis heute keine systematische Beschreibung oder empirische Überprüfung der Thesen. Aus diesem Grund wurde das „False memory syndrome“ von keiner wissenschaftlichen Fachgesellschaft oder bedeutendem Verein anerkannt und hat deswegen keinen Eingang in die gängigen Diagnosesysteme gefunden, wird aber weiterhin in der Wissenschaft und in den Medien thematisiert.
Der Begriff False-memory-Syndrom fand mit seinem Kürzel FMS Eingang in den Pschyrembel mit dem Hinweis, „eine Vielzahl von Studien“ zeigten, dass es trotz allen Bemühens der Betroffenen „fast unmöglich“ sei, „ein Trauma zu vergessen“. Davon ausgenommen seien Traumata vor dem 5. Lebensjahr.

## Zentrale Thesen
Die FMSF hielt für gut belegt, dass
1. viele Personen während einer Therapie (insbesondere auch unter Hypnose) falsche Erinnerungen entwickelten;
2. es nicht möglich sei, falsche Erinnerungen von richtigen zu unterscheiden, außer durch externe Belege;
3. die meisten Menschen, die als Kinder missbraucht wurden, sich daran ihr ganzes Leben erinnerten und Verdrängung extrem selten sei, wenn sie überhaupt existiere;
4. keine Gruppe von Symptomen existiere, deren gemeinsames Vorkommen eindeutig auf sexuellen Missbrauch schließen lasse.

## Unterstützende Wissenschaftler
Prominente Mitglieder des Scientific Advisory Boards der Stiftung sind Aaron T. Beck, Rochel Gelman, Lila Gleitman, Ernest Hilgard, Philip S. Holzman, Elizabeth Loftus, Paul R. McHugh und Ulric Neisser.